# Олексій Алчевський (монета)
«Олексі́й Алче́вський» — ювілейна монета номіналом 2 гривні, випущена Національним банком України. Присвячена 170-річчю від дня народження Олексія Кириловича Алчевського (1835—1901 рр.) — українського промисловця і банкіра, засновника ряду банків та промислових підприємств, зокрема, першого в місті Харкові і другого в Росії банку комерційного кредиту під назвою «Харківський торговельний банк», першого в Росії Земельного банку, одного з фундаторів Сільськогосподарського Товариста. За його ініціативою будуються два найбільші металургійні заводи (нині це ВАТ «Алчевський металургійний комбінат» та ВАТ «Маріупольський металургійний комбінат ім. Ілліча»).
Монету введено в обіг 26 грудня 2005 року. Вона належить до серії «Видатні особистості України».

## Опис та характеристики монети
| Номінал грн. | Метал      | Маса, грам | Діаметр, мм. | Якість виготовлення       | Гурт     | Тираж, штук |
| ------------ | ---------- | ---------- | ------------ | ------------------------- | -------- | ----------- |
| 2            | нейзильбер | 12,8       | 31           | спеціальний анциркулейтед | рифлений | 20 000      |

### Аверс
На аверсі монети зображено паровоз (як символ прогресу наприкінці XIX ст.) на тлі стилізованих абрисів териконів, доменної печі та мартенівського цеху; розміщено: малий Державний Герб України (ліворуч), круговий напис «НАЦІОНАЛЬНИЙ БАНК УКРАЇНИ» (угорі), під ним — рік карбування монети «2005», унизу — «2 ГРИВНІ» та логотип Монетного двору Національного банку України.

### Реверс
На реверсі монети зображено портрет Олексія Алчевського, під ним півколом розміщено написи «1835 ОЛЕКСІЙ АЛЧЕВСЬКИЙ 1901».

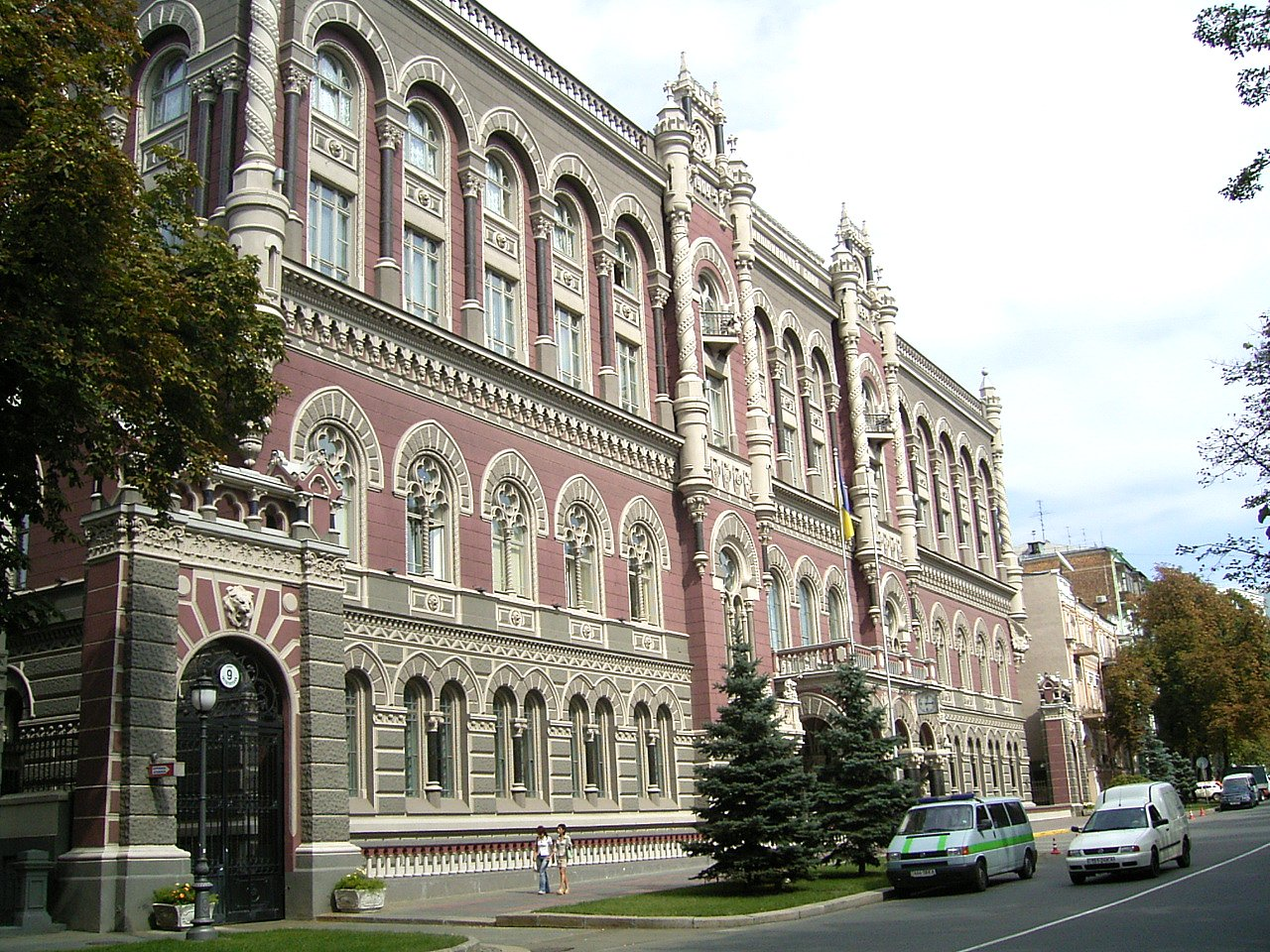
Будівля Національного банку України

## Автори
Художник та скульптор — Атаманчук Володимир.

## Вартість монети
Ціна монети — 15 гривень, була зазначена на сайті Національного банку України 2011 року.
Фактична приблизна вартість монети з роками змінювалася так:
| Рік        | 2010 | 2011 | 2012 | 2013 | 2014 | 2015 | 2016 | 2017 | 2018 | 2019 | 2020 | 2021 | 2022 | 2023 | 2024 | 2025 |
| ---------- | ---- | ---- | ---- | ---- | ---- | ---- | ---- | ---- | ---- | ---- | ---- | ---- | ---- | ---- | ---- | ---- |
| Ціна, грн. | 70   | 75   | 75   | 90   | 140  | 300  | 440  | 440  | 440  | 400  | 410  | 420  | 410  | 690  | 760  | 750  |